# TJ・トリニダード
TJ・トリニダード（TJ Trinidad、1976年1月22日 - ）は、フィリピンの俳優。

## 出演作品
- ホスピタル・オブ・ザ・デッド　～閉ざされた病院～